# イタリア系アメリカ料理
イタリア系アメリカ料理（英: Italian–American cuisine 伊: Cucina italoamericana）は、アメリカ合衆国全土で発展したイタリア料理のスタイル。イタリア系アメリカ料理は、歴史を通じてイタリア系アメリカ人と呼ばれる何回かの移民の波とその子孫によって形作られてきた。
イタリアのさまざまな地域からの移民が、米国のさまざまな地域に定住するのにあわせて、多くの地域独特の伝統的なイタリア料理がもたらされた。これらの食品やレシピの多くは地域住民にとって、のちには全米のアメリカ人にとって新たな人気料理へと発展した。

## 影響

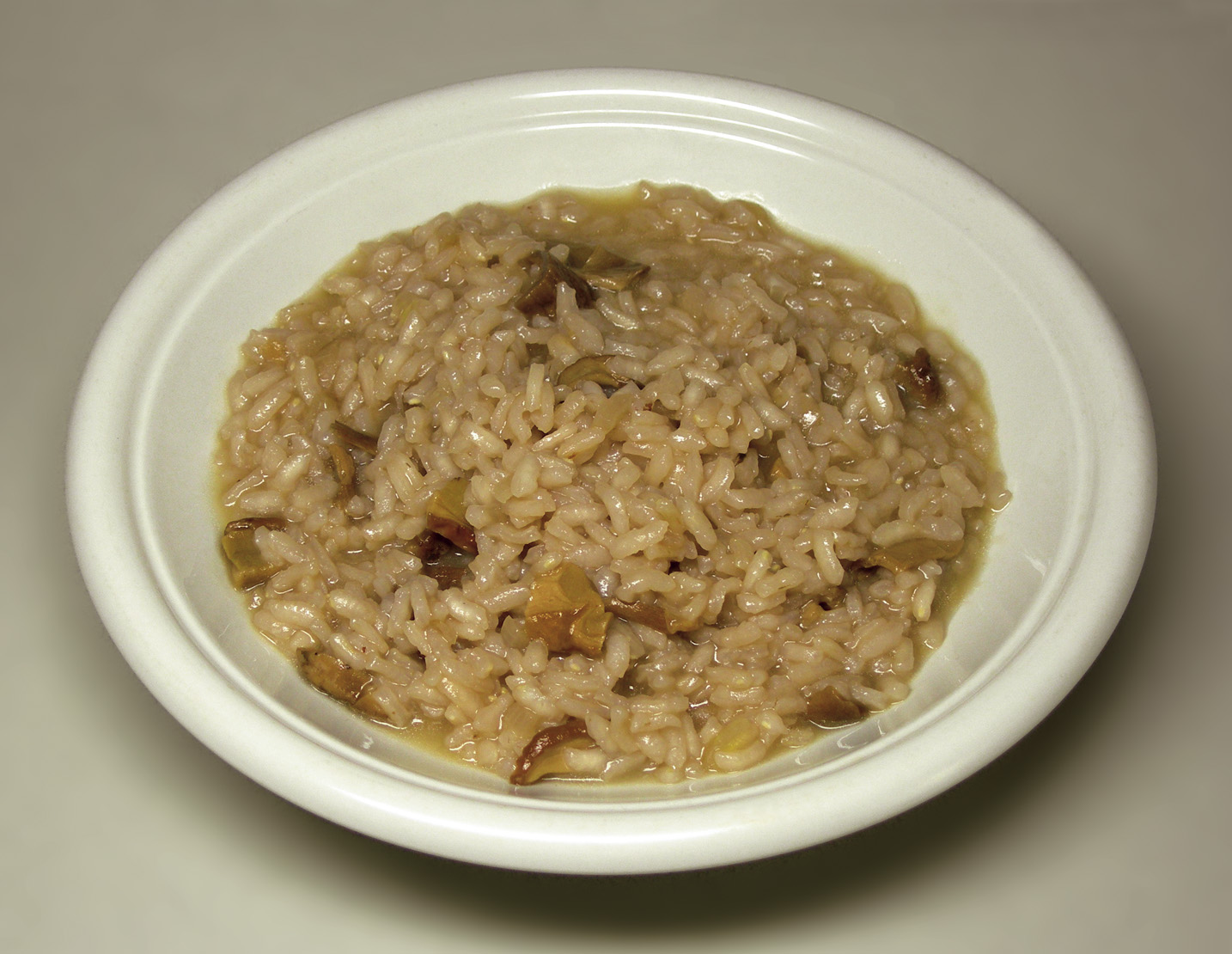
リゾット

イタリア系アメリカ人は、食べ物をしばしば彼らの地域の伝統と結びつける。南イタリアの主要な食材には乾燥パスタ、トマトソース、オリーブオイルなどがあり、北イタリアの主要な食材としてはリゾット、ホワイトソース、ポレンタなどがある。

### 移住
19世紀末から20世紀初頭にかけて、イタリアの貧しい人々は、税金、近代化（封建制土地へのアクセスを奪われること）、過剰な人口増加から深刻な食品不安に苦しんでいた。土地を所有しない階級は、主に硬いパンとスープからなるほぼ菜食主義の食事で生き延びており:22、肉は仮に手に入っても祝祭のために取っておかれていた。高級な料理に対する一部の知識は、貧しい人々がそれにアクセスする手段がほとんどなかったにもかかわらず、富裕層からレストランを介して貧しい人々に伝わっていた:41。
この背景のもと、イタリアからアメリカ合衆国には主にエリス島を経由して多くのイタリア人移民がやってきた。アメリカでは、これらの移民は厳しい労働に従事したが、多くの柔らかいパン、小麦粉、肉、チーズ、卵、さらにはイタリアやアルゼンチンのイタリア系移民から輸入されたオリーブオイル、乾燥パスタ、チーズなどを買うだけの収入を得ることができた:49。この新たな豊かさに対応して、イタリア系アメリカ料理には2つの重要な特徴がある：それは、イタリアの農民の食事と比較して「豊かな食材」（肉、チーズ、卵）の使用を重点的に置いている一方、貧しい人々の食事の特徴であるシンプルで調理が簡単なスタイルも保持している。典型的なイタリア系アメリカの「赤いソース」料理は、これらの特徴と南イタリア（主にナポリとシチリア料理）をベースにした融合料理となっている。異なる地域からのイタリア人移民も隣人となることから、地域ごとのレシピを交換した:53。
北イタリア人もまたイタリア系アメリカ料理に重要な足跡を残した。パルマ出身の2人のチーズ製造者、パオロ・サルトーリとフリオ・ボロナイジ伯爵は、ウィスコンシン州の牛乳供給を利用してパルメザンチーズを製造した。

### さらなる接触
アメリカにおけるイタリア料理の評価の高まりや、イタリアから米国への輸入の増加によって、イタリア固有の技術や食材を使用した、より本格的な料理が作られるようになった。
一方、スパゲッティ・アッラ・カルボナーラは第二次世界大戦以前のイタリアでは記録になく、1944年の連合軍によるローマ解放と関連してアメリカの影響を受けたものである可能性がある。当時、多くのイタリア人は米国とその軍隊から供給された粉末卵とベーコンを料理に多用していた。

## 人気

ペパロニ、マッシュルーム、オリーブ、ピーマンが載ったイタリア系アメリカ料理のピザ

イタリア系アメリカ料理と地中海料理はアメリカ人の食生活に大きな影響を与えてきた。全米レストラン協会によれば、アメリカでトップ3に入る料理である：
ドナ・ガバッチャ教授は、雑誌「Italian Americana」の1998年冬号と夏号で「食と料理は過去の絆と現在のアイデンティティを力強く表現するものである」と述べている。

「イタリア、メキシコ、そして中国（広東）の料理が主流に加わった。この3種類の料理はアメリカ文化にすっかり定着し、アメリカ人の味覚にとってもはや異質なものでは無い。全米レストラン協会の調査によれば、10人中9人以上の消費者がこれらの料理に親しみ、試したことがあり、約半数が頻繁に食べていると回答している。
この調査では、地中海風フラットブレッド、チャバッタ、エスプレッソ、スペシャリティコーヒードリンクなどが人気の、あるいはトレンドのアイテムとして上位にランクインしている。ピザとパスタもまた米国で一般的な料理となっているが、本国イタリアとはかなり異なった形で供されることが多い。

## ワイン
イタリア系アメリカ料理と、アメリカ合衆国でのワイン醸造の歴史との間には強い繋がりがある。
多くのイタリアワインは、18世紀後半に初めてアメリカに紹介された。1766年にスミュルナ（現在のイズミル）のイギリス領事だったアンドリュー・ターンブル博士によって、イタリアのワイン生産者がフロリダ州に連れてこられた。イタリアの医師で、合衆国大統領トーマス・ジェファーソンの友人でもあったフィリプ・マッツェイもまた、イタリア人の協力を得てブドウ畑やオーリーブ、その他の地中海の果物の栽培に貢献した。
1919年から1933年の禁酒法の廃止までの間、多くのイタリア系アメリカ人はブドウ園を存続させるために苦労した。多くはカトリック教会に聖餐用のワインを提供したり、一般市場にブドウジュースを提供して存続をはかった。ブドウの木とその生産物の寿命と伝統を重んじるこの産業において、こうした数少ない生き残りたちが、アメリカのブドウ栽培の遺産を救ったと考えられている。
今日ではイタリア系アメリカ人のワイナリーは世界市場で強力な資産であることが証明されている。これらの企業としてはアトラス・ピーク（アンティノリとしても知られている）、コゼンティーノ、ダラ・ヴァレ、デリカート、フェラーリ・カラーノ、E&Jガロ・ワイナリー、ガイザー・ピーク、ルイ・M・マルティーニ、マッツォッコ、ロバート・モンダヴィ、モテ・ベロ・リッジ、コラード・パルドゥッチ、ペドロンチェッリ・ワイナリー、ロバート・ペピ、ピケッティ・ブラザーズ・ワイナリー、ロキオリ、ラファネリ、ルビコン・エステート・ワイナリー（フランシス・フォード・コッポラ・プレゼンツとしても知られる）、セバスチャーニ・ヴィンヤーズ・アンド・ワイナリー、シニョネロ、サトゥーイ、トリンケーロ（ほとんど、サッター・ホーム・ブランドの傘下）、ソノマ・ヴァレーAVA、ヴィアンサなどがある。

## 料理

### パスタと穀類
- アメリカン・チャプスィ（英語版） – もともと、ハンバーガー用の肉で作られていた、ラグー・アッラ・ボロニェーゼの遠縁の料理。
- ベイクト・ズィーティ – ズィーティ（シチリア発祥の筒状のショートパスタでペンネに似るが長い）をトマトソースと和えてチーズを載せオーブンで焼いたもの
- ペンネ・アラ・ウォッカ – このパスタ料理のソースはトマト、玉ねぎ、プロシュート、クリーム、およびウォッカで作られる。
- スパゲッティ・ウィズ・ミートボール – この料理はナポリのお祭り料理をもとにした料理で、より小さなミートボールやその他の材料が使われており[21]、米国を象徴する料理となっている。一方イタリアではミートボール（ポルペッテ）がパスタに載せて供されることはなく、現地では知られてない。
- パスタ・プリマヴェーラ - 1970年代に創作された野菜主体のクリーム系パスタ。

### 肉と卵
- ソーセージ・アンド・ペッパーズ（英語版） – サルシッチャ、ピーマンおよび玉ねぎを一緒に炒め、しばし少量のレッド・ソースが加えられる。
- 鶏肉（ないし子牛肉）のパルミジャーナ – パン粉をまぶした鶏肉ないし子牛肉を揚げて、ソースとチーズをかけたカツレツで、パスタとともに供される。カジュアルな食堂で非常に人気があり、サンドイッチの具としても好まれている。この料理は多くの場合「パーム」と呼ばれている。
- チキン・フランセーズ（英語版） – 鶏むね肉のフランス風ピカタ。第二次世界大戦後にフランスから復員したアメリカ兵の間でフランス料理の人気が高まり、イタリア系アメリカ料理店で考案された[22]。

### ソース
- アルフレッドソース – 1914年にローマのレストラン経営者アルフレード・ディ・レリオが考案したフェットチーネ・アルフレードに由来する[23]。アメリカのアルフレッドソースは、クリーム、バター、パルミジャーノ・レッジャーノを主成分としてナツメグと黒胡椒で味付けされ、野菜や肉類（特に鶏肉と貝類）、そして特徴的なリボン型パスタにかけて供される。本格的なアルフレードの料理はフェットチーネ、バターおよびパルミジャーノ・レッジャーノだけで作られている。本格的なパスタ料理とアメリカのアルフレッドソースの主な違いは、パスタ料理が茹でたパスタに具材を加えて調理するのに対して、アルフレッドソースはあらかじめ大量に用意し、パスタやその他の具材（ブロッコリーなどの野菜やエビやグリルチキンなどの動物性食品がよく使われる）にかけることにある。アメリカでは非常に人気のあるソースだが、イタリアでは滅多に見られない[24]。
- マリナーラソース – パスタにかけられる、肉の入らない簡単に調理される、時にはスパイシーなトマトソース。イタリアでは一般的には「サルサ・ポモドーロ」と呼ばれる。
- ボロネーゼ – イタリアのボローニャ発祥の肉を主にしたソース。
- サンデーソース – 一般的に日曜日や特別な日に作られる肉入りのトマトソースで、イタリアのラグー・ナポレターノに由来している。ボストン、ニュージャージー、フィラデルフィアなどの地域では「グレービー」と呼ばれることもある。

### 海鮮料理
- ロブスターのフラ・ディアヴォーロ（英語版） – ロブスターや、時には他の魚介類を使ったパスタ料理で、辛くするために砕いた赤唐辛子が入っている。

### スープとシチュー
- チョッピーノ – 魚介類を用いたシチューであり、19世紀のサンフランシスコで作られたイタリア系の漁師のまかない飯に由来する[25][26]。サンフランシスコのイタリア料理店でよく供される料理であり、
- ウェッディングスープ – チキンスープにミートボールまたはソーセージとパスタが入ったスープ。
- パスタ・エ・ファジョーリ（イタリア系アメリカ人の俗語では、標準イタリア語のファジョーリはなく、南イタリア方言のファズーレ（豆）にもとづいて「パスタ・ファズーレ」と呼ばれる） – シチューのような硬さの豆（多くの場合、カネリーニ豆（英語版））を使ったパスタ。

### パン、サンドイッチ、焼き菓子

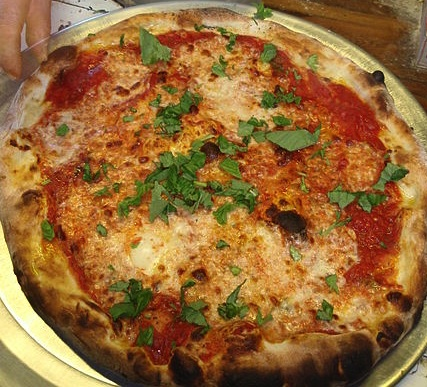
ディ・ファラ・ピッツァのニューヨーク風ピッツァ

- カルツォーネとストロンボリ – アメリカでは半月型のイタリアのカルツォーネが一般的だが、よく似た筒状のストロンボリや、スライスして提供される大きなパンのようなカルツォーネも親しまれている。
- イタリアパン – アメリカのイタリアパンは、組成と外観がフランスパンに少し似ており、しばしば絞り網模様が施され、ゴマがまぶされた白いリーンなパンで、薄くて通常はぱりっとした皮と、柔らかいクラムを有している。アメリカのイタリアパンは多くの伝統的なイタリアのパンとは特に似ていないが、塊の形とロールパンの両方で人気があり、サンドイッチ作りに密接に関連している。これの地域変種がスカーリ（英語版）である。
- ピッツァ – アメリカのピッツァのもっとも一般的なスタイルはナポリピッツァを基にしており（また、そう呼ばれてもいる）、そのもっとも初期のもので実質的に標準的なものは一般にニューヨーク風ピッツァとよばれている。また、アメリカでは生地を1インチ以上含ませてから、モッツァレーラを使うなど薄い生地のナポリ風と同じ方法でトッピングされた（シチリアの伝統には反するが）シチリア風ピッツァ（英語版）と呼ばれる大きな四角いピザも人気がある。さらによりアメリカナイズされたギリシャピッツァ（英語版）、アピッツァ（英語版）（ニュー・ヘイヴン風ピッツァとも）やシカゴ風ピザも一般的になっている。
- サブマリンサンドイッチ – 19世紀後半から20世紀半ばにかけて、米国北東部のいくつかの異なるイタリア系アメリカ人コミュニティで誕生した。イタリアン・サンドイッチとも呼ばれる。
  - マファレッタ – ニューオーリンズ発祥の、薄切りのランチョンミートとオリーブサラダを丸いパンに挟んだ大きなサンドイッチ。
  - イタリアンビーフサンドイッチ – シカゴ発祥のローストビーフサンドイッチで、フレンチディップに似ている。
  - ミートボールサンドイッチ（英語版）
- ペパロニロール（英語版） - ペパロニとチーズを詰めて焼いたロールパン
- ピッツァゲイナ、ピッツア・ゲン、あるいはピッツァ・ルスティカ – さまざま種類のチーズ、卵、塩漬け肉を使って作られる復活祭のパイ。リグーリア州のトルタ・パスカリーナや、イタリア系アルゼンチン人によるトルタ・パスカリーナと対比される[27]。ピッツァゲイナは、禍根はパスティードやパステイエラ（英語版）とも呼ばれたこともあったが、それらはピッツァゲイナとは異なりパイというよりはキッシュに近いものである[28]。

### スイーツ
- ピッツェレ（英語版） – 小麦粉、卵、砂糖、バターか油で作られ香り付け[注釈 1]された伝統的なイタリアのワッフルクッキー。アブルッツォ州が発祥で、当地からの移民によって米国に持ち込まれた。クリスマスにアメリカ北東部のイタリア系アメリカ人の間で人気があり、特にフィラデルフィアやアブルッツォ系移民が多く移住したその他の都市で人気がある[29][30]。